# Lance Bade
Lance Thomas Bade (* 6. Februar 1971 in Vancouver, Washington) ist ein ehemaliger US-amerikanischer Sportschütze.

## Erfolge
Lance Bade nahm im Trap und Doppeltrap an drei Olympischen Spielen teil. 1996 belegte er in Atlanta im Doppeltrap den zehnten Platz, während er im Trap das Finale erreichte und dieses mit 147 Punkten abschloss. Im Stechen um die Silbermedaille unterlag er Josh Lakatos, womit er die Bronzemedaille gewann. Vier Jahre darauf gelang ihm der Sprung ins Finale dieses Mal im Doppeltrap, das er auf dem letzten Platz und damit dem sechsten Gesamtplatz beendete. Im Trapwettbewerbe erreichte er den 16. Platz. Bei den Olympischen Spielen 2004 in Athen trat er nur noch im Trap an, wo er nochmals ins Finale einzog und Fünfter wurde.
Bei Weltmeisterschaften gewann Bade zwischen 1993 und 2006 zehn Medaillen, davon viermal Silber und sechsmal Bronze. 1998 wurde er in Barcelona Vizeweltmeister im Trap-Einzel und auch mit der Mannschaft. Mit der Trap-Mannschaft wiederholte er diesen Erfolg 2001 in Kairo. Im Doppeltrap hatte er mit der Mannschaft bereits 1993 in Barcelona den zweiten Rang belegt. Bei den Panamerikanischen Spielen 1999 in Winnipeg sicherte sich Bade im Trap die Silber- und im Doppeltrap die Goldmedaille. 2003 in Santo Domingo gewann er den Trapwettbewerb.
Bade ist verheiratet und hat zwei Kinder.